# 无棣县
无棣县是中国山东省滨州市所辖的一个县。总面积为1998平方公里。縣人民政府駐棣豐街道。

## 行政区划
无棣县下辖2个街道办事处、10个镇：
棣丰街道、海丰街道、水湾镇、碣石山镇、小泊头镇、埕口镇、马山子镇、车王镇、柳堡镇、佘家镇、信阳镇和西小王镇。

## 人口
截至2022年末，無棣縣户籍總人口45.12萬人，下降1.3%。其中，城鎮人口23.42萬人，農村人口21.70萬人。年末常住人口42.78萬人。
根据(山东省)滨州市第七次全国人口普查公报显示：无棣县常住人口为432311人，男性人口占比51.34%，女性人口占比48.66%。

## 交通
- 205国道、 339国道、 340国道过境。

## 特产
金丝小枣，枣木杠酒，驴肉火烧。